# Миллеров, Борис Степанович
Борис Степанович Миллеров (15 августа 1902, станица Каменская, область Войска Донского, Российская империя — 8 ноября 1958, Львов, УССР, СССР) — советский военачальник, генерал-майор (27.08.1942).

## Биография
Родился 15 августа 1902 года в станице Каменская, ныне город Каменск-Шахтинский, Ростовская область, Россия. Русский.
В период Октябрьской революции 1917 года в составе рабочей дружины авиазаводов Дуке и Жемличко принимал участие в боях с юнкерами в Москве (в районах Тверской улицы и Охотного ряда).

### Гражданская война
В ноябре 1918 года добровольно вступил в красногвардейский отряд Сахарова, действовавший на Южном фронте против Добровольческой армии генерала А. И. Деникина в районах Лиски, Россошь, Кантемировка, Глубокая, Каменск. В том же месяце заболел тифом находился на лечении в Воронежском госпитале, по выздоровлении в декабре зачислен красноармейцем в Воронежский стрелковый полк и воевал с ним на Южном фронте. В мае 1919 года, при отходе частей Красной армии от реки Донец, перешёл в 16-ю стрелковую дивизию им. В. И. Киквидзе и в составе Заамурского полка воевал с ней на Южном фронте.
В июле 1920 года был командирован в 4-ю Ростовскую запасную бригаду, где зачислен во 2-й запасной стрелковый полк. В составе 11-й армии участвовал в борьбе с вооруженными формированиями Н. И. Махно на Украине.
С мая 1921 года — курсант 10-х Новочеркасских командных кавалерийских курсов. По их окончании в сентябре 1922 года направлен на Туркестанский фронт, а оттуда — в распоряжение штаба войск Туркменской области.

### Межвоенные годы
В январе 1923 года назначен врид командира взвода в отдельный эскадрон 1-й Туркестанской дивизии. В апреле переведён командиром конной разведки в 1-й Полторацкий полк этой же дивизии. Участвовал в походах против басмачей в Тедженском уезде Закаспийской области. 14 декабря 1924 года уволен в запас.
По прибытии в город Новочеркасск направлен в Новочеркасскую конную милицию. С 1 октября 1925 года зачислен слушателем в 3-ю Новочеркасскую школу среднего комсостава Рабоче-крестьянской милиции НКВД. В августе 1927 года окончил её и в ноябре назначен надзирателем Грозненской милиции, с января 1928 года там же был агентом 1-го разряда городского уголовного розыска. С 1931 года работал уполномоченным оперативно-розыскного отдела Управления милиции Чечено-Ингушской автономной области, с 1934 года — уполномоченным уголовного розыска Ставропольского оперативного сектора милиции. В мае 1935 года назначен оперативным уполномоченным Ворошиловского городского отдела милиции.
В ноябре 1935 года был направлен на кавалерийские Курсы совершенствования командного состава (КУКС) РККА в Новочеркасск. По их окончании в июне 1936 года назначен командиром взвода сабельного эскадрона в 105-й кавалерийский полк 27-й кавалерийской дивизии Белорусского военного округа (БОВО) в город Борисов, с сентября исполнял должность помощника начальника штаба этого полка. С октября 1937 года по март 1938 года исполнял должность преподавателя курсов младших лейтенантов при 3-м кавалерийском корпусе в Минске, затем вновь был помощником начальника штаба в 105-м, затем 106-м кавалерийских полках 27-й кавалерийской дивизии. В сентябре 1938 года старший лейтенант Б. С. Миллеров назначен начальником 2-й части штаба Особой Краснознаменной кавалерийской дивизии им. И. В. Сталина БОВО. В её составе принимал участие в походах Красной армии в Западную Белоруссию, Литву и в советско-финляндской войне. С осени 1940 года командовал 102-м кавалерийским полком им. С. М. Буденного.

### Великая Отечественная война
С началом войны дивизия и входивший в неё полк под командованием Б. С. Миллерова в составе 6-го кавалерийского корпуса 10-й армии Западного фронта участвовала в приграничном сражении, во фронтовом контрударе на белостокском и гродненском направлениях. В этих боях она была разбита, и её остатки вели бои в окружении. После выхода из окружения в конце июля 1941 года майор Миллеров был назначен помощником начальника оперативного отдела штаба вновь сформированного Центрального фронта. В этой должности участвовал в Смоленском сражении. Затем был назначен командиром Оренбургского (256-го) кавалерийского полка 11-й отдельной кавалерийской дивизии им. Морозова, находившейся на формировании в ПриВО.
С 28 января 1942 года подполковник Миллеров вступил в должность заместителя командира 72-й Кубанской кавалерийской дивизии, находившейся в подчинении 51-й армии Кавказского фронта и дислоцировавшейся в Анапе. С 30 января дивизия перешла в 47-ю армию Крымского фронта и в марте переведена на Таманский полуостров. С 15 апреля по 8 мая 1942 года дивизия находилась в резерве фронта, затем в составе 44-й армии была переброшена на Керченский полуостров и вела бои в районе села Марфовка (юго-западнее Керчи).
7 июня 1942 года полковник Миллеров назначен командиром 13-й Кубанской казачьей кавалерийской дивизии, дислоцировавшейся в станице Тбилисская Краснодарского края. В начале августа дивизия впервые вступила в бой в районе станицы Кущёвская Краснодарского края. С 6 августа по 3 сентября 1942 года она в составе 4-го гвардейского кавалерийского корпуса Северо-Кавказского фронта принимала участие в Армавиро-Майкопской оборонительной операции. Приказом НКО СССР от 27 августа того же года за проявленную отвагу в боях она была преобразована в 10-ю гвардейскую, а Миллеров был награждён орденом Ленина. С 3 сентября дивизия передана в состав Черноморской группы войск Закавказского фронта, затем с 17 сентября переведена в Северную группу войск фронта. В ходе Нальчикско-Орджоникидзевской оборонительной операции её части вели бои в Прикумских песках и Ногайской степи, нанося удары по флангам и тылам противника, нарушая его коммуникации. В 1942 году Б. С. Миллеров вступил в ВКП(б).
С января 1943 года дивизия в составе Северо-Кавказского фронта участвовала в Северо-Кавказской и Ростовской наступательных операциях, затем в феврале была подчинена 51-й армии Южного фронта и вела преследование отходящего противника с Северного Кавказа. Летом и осенью того же года её части в составе войск Южного (с 20 октября — 4-го Украинского) фронта участвовали в Донбасской и Мелитопольской наступательных операциях, совершая рейды по тылам таганрогской и мелитопольско-перекопской группировок противника.
В конце ноября 1943 года генерал-майор Миллеров был направлен на учёбу в Высшую военную академию им. К. Е. Ворошилова, по окончании её ускоренного курса в мае 1944 года назначен командиром 4-й гвардейской кавалерийской дивизии, которая летом в составе 1-го Белорусского фронта участвовала в Белорусской и Люблин-Брестской наступательных операциях, затем её части оборонялись по восточному берегу реки Висла на рубеже Старая Весь, Карчев. С января 1945 года дивизия принимала участие в Висло-Одерской, Варшавско-Познанской, Восточно-Померанской и Берлинской наступательных операциях.
За время войны комдив Миллеров был четыре раза персонально упомянут в благодарственных в приказах Верховного Главнокомандующего.

### Послевоенное время
После войны с августа 1945 года командовал 3-й кавалерийской дивизией, дислоцировавшейся в Иране.
С марта 1947 года состоял в распоряжении главкома Сухопутных войск, затем в августе назначен заместителем командира 7-й отдельной Хинганской кавалерийской дивизии ЗабВО.
В марте 1951 года отстранён от должности и направлен в распоряжение командующего кавалерией Советской армии.
С сентября 1951 года командовал 315-м горнострелковым полком 128-й гвардейской горнострелковой дивизии 38-й армии ПрикВО.
С августа 1955 года исполнял должность заместителя командира 53-й стрелковой, а с февраля 1956 года — 39-й гвардейской механизированной дивизии.
В январе 1957 года назначен заместителем командира 35-го гвардейского стрелкового корпуса.
В апреле 1957 года переведён начальником военной кафедры в Львовский лесотехнический институт. Умер 8 ноября 1958 года.

## Награды
- два ордена Ленина (27.08.1942[4], 05.11.1954[5])
- четыре ордена Красного Знамени (29.03.1943[6], 02.04.1943[7], 21.02.1945[8], 15.11.1950[5])
- орден Суворова II степени (06.04.1945)[9]
- орден Красной Звезды (03.11.1944)[5]

медали в том числе:
- - «За оборону Кавказа»
  - «За победу над Германией в Великой Отечественной войне 1941—1945 гг.»
  - «За взятие Берлина»
  - «За освобождение Варшавы»

Приказы (благодарности) Верховного Главнокомандующего в которых отмечен Б. С. Миллеров.
- За овладение городами и крупными узлами коммуникаций Седлец, Миньск-Мазовецки, Луков — мощными опорными пунктами обороны немцев на подступах к Варшаве. 31 июля 1944 года № 158.
- За овладение крупнейшим промышленным центром Польши городом Лодзь и городами Кутно, Томашув (Томашов), Гостынин и Ленчица — важными узлами коммуникаций и опорными пунктами обороны немцев. 19 января 1945 года. № 233.
- За овладение городом Быдгощ (Бромберг) — важным узлом железных и шоссейных дорог и мощным опорным пунктом обороны немцев у нижнего течения Вислы. 23 января 1945 года. № 245.
- За овладение городами Штаргард, Наугард, Польцин — важными узлами коммуникаций и мощными опорными пунктами обороны немцев на штеттинском направлении. 5 марта 1945 года. № 290.